# Con
« Connaud » et « Connard » redirigent ici. Pour les autres significations, voir Kono et Conard.
Ne doit pas être confondu avec CON.
Con est un mot polysémique et un substantif trivial qui désigne à l'origine la vulve humaine. Au sens figuré, le mot con est aussi un mot vulgaire en général employé comme insulte dans les pays francophones (ex : « gueule de con »), mais dans un sens très atténué, voire amical, dans le Midi de la France. Il désigne une personne stupide, naïve ou désagréable, de même que ses dérivés « connard » et « connasse ». Con a aussi un emploi impersonnel, souvent dépréciatif dans les expressions « jouer au con », « bande de cons », etc. Le mot dérivé « connerie » désigne une erreur, une bêtise, la stupidité en général.

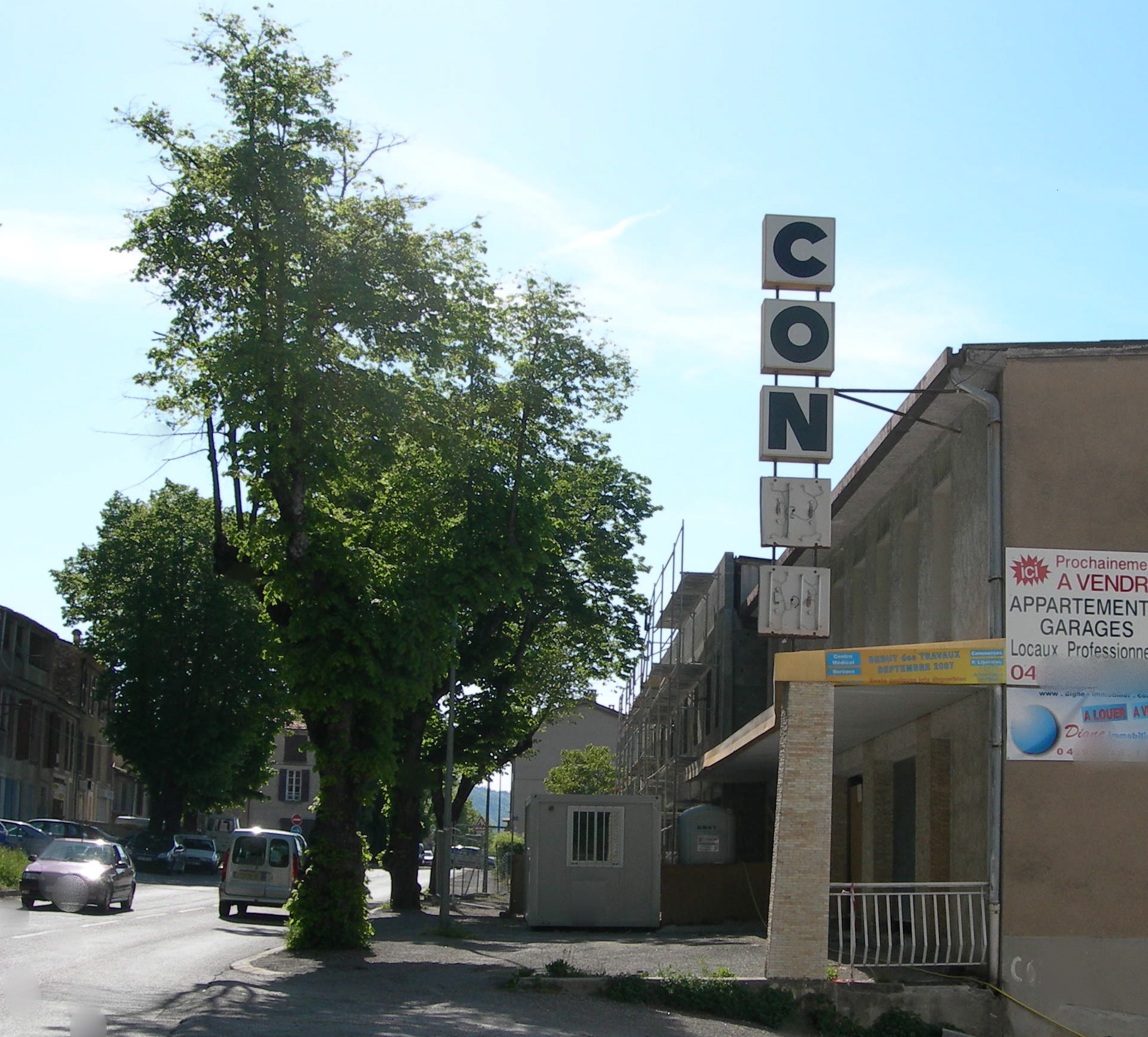
Une enseigne modifiée dont les lettres forment le mot « con ».

« Con » est également à l'origine du nom des confréries de Conards, sociétés festives et carnavalesques traditionnelles de Normandie, Auvergne, Bourgogne.

## Étymologie

### Étymologie latine
Con provient de l'étymon latin cunnus (« gaine, fourreau », par analogie le sexe de la femme). Le terme ne semble pas vulgaire, au contraire :
« nam fuit ante Helenam cunnus taeterrima belli
causa, sed ignotis perierunt mortibus illi,
quos venerem incertam rapientis more ferarum
viribus editior caedebat ut in grege taurus. »
— Horace, Satires, I, 3

« Car la femme, bien avant Hélène, fut une terrible cause de guerre ; ils périrent d'une mort inconnue ceux qui, emportant une femme disputée, étaient sauvagement égorgés par un plus fort, comme le taureau au milieu du troupeau. »
— Satires, I, 3
Chez Martial, conteur licencieux, le mot a clairement un sens sexuel :
« Accessi quotiens ad opus mixtisque movemur
Inguinibus, cunnus non tacet, ipsa taces.
Di facerent, ut tu loquereris et ille taceret:
Offendor cunni garrulitate tui.
Pedere te mallem: namque hoc nec inutile dicit »
— Martial, Épigrammes, VII, 18

« Toutes les fois que j'entame avec toi la douce affaire, et que nous agitons nos corps voluptueusement entrelacés, ton vagin fait grand bruit, et tu te tais. Plût aux dieux que tu parlasses et qu'il se tût ! je suis scandalisé de son babil. »
— Épigrammes, VII, 18
Quel que soit l'étymon indo-européen (voir ci-dessous), il semble que la dérivation se soit faite comme pour sexus qui est passé du sens général « genre, catégorie de gens », « sexe fort ou faible », à celui de « sexe, organe sexuel ». Les langues romanes ont gardé la mémoire de cette acception neutre en ce qui concerne cunnus[réf. souhaitée], comme dans le mot composé cunnilingus, latin d'origine médicale et lui aussi passé dans le langage courant. 
En castillan par exemple, coño (« con »), est moins vulgaire que le mot français. En portugais, cona n'est utilisé comme insulte que quand il est adressé à une femme de mauvaises mœurs, et, moins souvent, d'intelligence limitée — ce dernier usage est un gallicisme d'importation récente.
Vers le XIXe siècle, le vocable français prend un sens figuré injurieux et se met en place une construction adjectivale. L'emploi était alors misogyne, exploitant l'impuissance et la passivité prétendues du sexe féminin dans l'imaginaire collectif, réduisant la femme à sa seule fonction sexuelle, procréatrice, sujette de la domination (on peut établir un parallèle avec le viol comme arme de guerre) : elle est un con. 
Seule aujourd'hui[Depuis quand ?], l'absence fréquente d'accord en position d'attribut ou d'apposition (par exemple « elle est con » ou bien « il est con ») rappelle l'origine nominale de l'expression, sans qu'il soit toutefois fait référence, pas plus qu'en latin, à la vulve.
Une étymologie populaire apparente con à « con(n)in » ou « con(n)il », qui désignait en vieux français le lapin, dérivé du latin cuniculus. On retrouve cette racine dans le castillan « conejo », le catalan « conill », l'italien « coniglio », l'ancien occitan « conilh », le breton « konifl », l'alsacien « Kénjele », le néerlandais « konijn » et l'allemand « Kaninchen ». Le terme cuniculture (ou cuniculiculture) désigne l'élevage des lapins.
On remarque surement dans ce sens l'emploi qu'en fait François Bourgeon dans "Les Compagnons du crépuscule" tome III, p92 quand il fait dire « chasser au conil » par une femme. Michel Thiebaut, historien, commence son livre sur cette œuvre sur la proximité de ce vocabulaire et de la violence faite aux femmes dans la société de l'époque et dans d'autres.

### Lien avec leurs équivalents germaniques
La parenté indo-européenne avec kut en néerlandais et cunt en anglais n'est pas établie.
Cunnus proviendrait en effet en proto-indo-européen soit de *kust- (« intestin, rein, vessie »), soit de *skerǝ- (« couper »),, soit de * (s)keu- (« cacher ») qui nous donne aussi cul, via le latin culus.
Les origines possibles de l'étymon germanique *kunton donnant cunt sont : *gwneH2/guneH2 (femme, cf. gynécologie, queen) soit *gen/gon (créer, devenir, cf. génétique, gamète) ou bien *geu- (creux, cavité), d'après la loi de Grimm. Toutefois certains relient le *kunton au latin cuneus (« coin »), un cognat possible de cunnus/con.

### Mots dérivés
Le dérivé déconner avait jusqu'à la fin du XIXe siècle le sens premier de se retirer, sens qu'il a complètement perdu aujourd'hui. Son contraire enconner, signifiant pénétrer vaginalement, composé sur le même mode qu'enculer, est aujourd'hui pratiquement désuet et réservé à la littérature érotique.

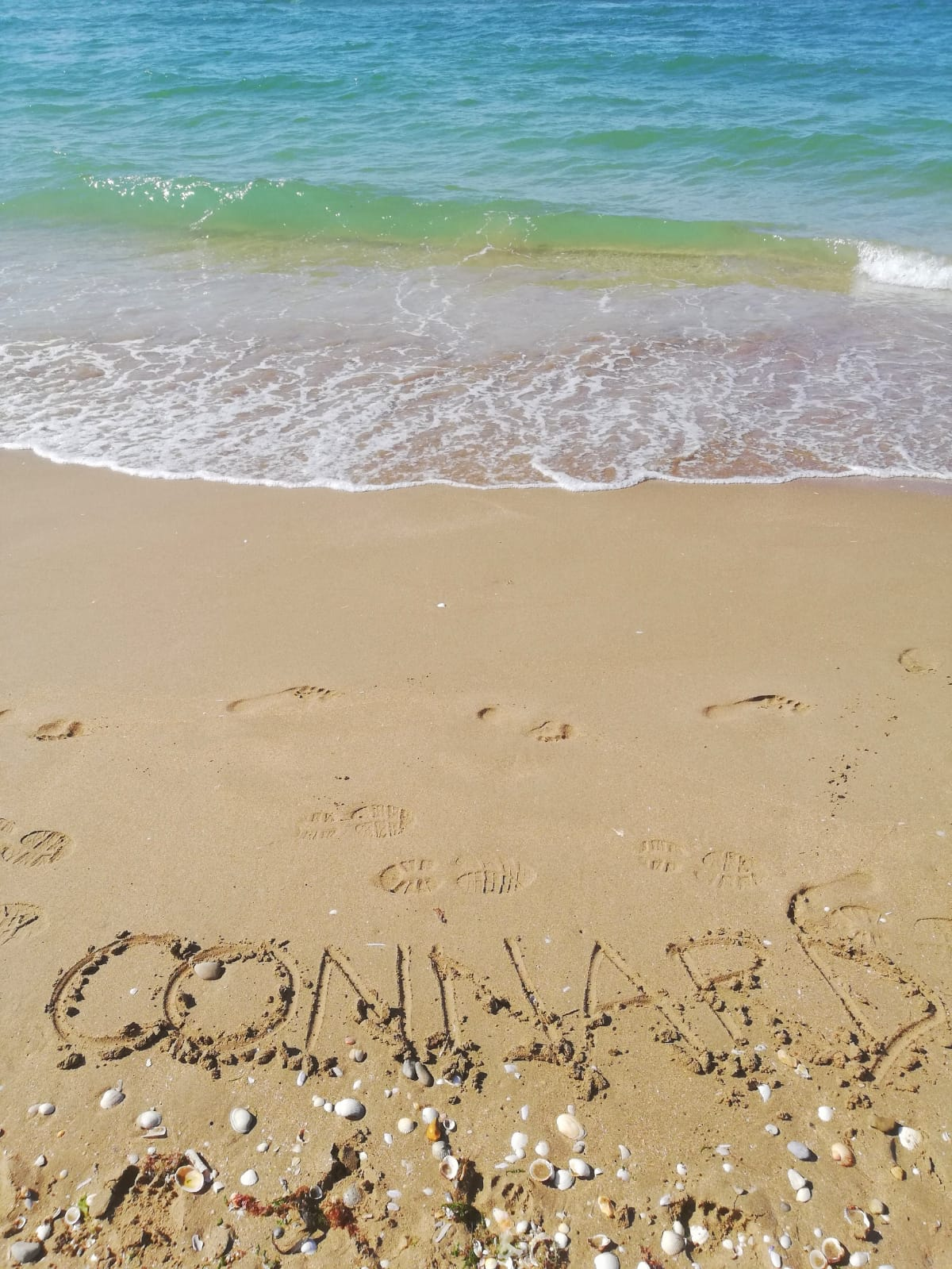
Le mot connard, dérivé de con, écrit sur le sable.

Connard est formé par suffixation avec le suffixe péjoratif -ard mais il est possible que le mot ait été influencé par cornard ; il n'a, lui, qu'un sens uniquement figuré. Connasse, en revanche, désignait au départ et jusqu'au XXe siècle une prostituée de bas étage ou inexperte. Son sens figuré de femme sotte est attesté dès le XIXe siècle. Conneau et ses variantes graphiques connaud et connot, synonymes de connard, sont devenus obsolètes au cours du XXe siècle.
Les autres dérivés modernes, utilisés dans le sens figuré uniquement sont : déconnage et déconne pour l'action de débiter ou faire des sottises, déconneur pour celui qui aime à les dire ou à les faire, connement en tant qu'adverbe et connerie pour chose stupide ou sans intérêt.
Les patronymes « Conne », « Connard », « Connart » et variantes n'ont aucun rapport étymologique avec le mot « con » : en Europe continentale, ils proviennent du germanique con(hardt) signifiant « brave et dur » (à rapprocher du néerlandais koen, « courageux » et de l'anglais hard, « dur »),. Chez les personnes d'origine irlandaise, Connard et Connart sont des dérivés de Connacht.
Il est à noter toutefois les différences d'usage entre con et connard. Le premier désigne majoritairement une personne qui ne comprend pas la situation alors que la deuxième est la désignation d'une personne ayant une haute opinion d'elle-même ou se plaçant au-dessus du commun ou de la loi. 
Plus socialement destructeur et faisant perdre du temps et de l'argent, le connard et ses dégâts dans les entreprises ont été le sujet d'étude sociales et économiques. Elles ont été regroupées dans l'ouvrage « The No Asshole Rule » de Robert I. Sutton traduit en français sous le titre « Objectif Zéro-sale-con ».

## Usage ancien
Jusqu'aux débuts du XXe siècle le mot avait une connotation particulièrement vulgaire en particulier dans son acception physiologique ; il n'était employé dans des écrits publics que pour mieux enfoncer : 

« Ces mégères révolutionnaires, qui pissent à con béant sur les cadavres des gens qu'elles ont égorgés. »

La bassesse du vocable est toutefois déplorée par Jules Michelet qui indique : 

« C'est une impiété inepte d'avoir fait du mot con un terme bas, une injure. Le mépris de la faiblesse ? Mais nous sommes si heureux qu'elles soient faibles. C'est non seulement le propagateur de la nature, mais le conciliateur, le vrai fond de la vie sociale pour l'homme. »

En 1928, Louis Aragon dut faire publier clandestinement Le Con d'Irène, un roman érotique, pour s'éviter les foudres de la censure. Ce n'est qu'en 1968 que Régine Deforges le republie sous le titre édulcoré Irène ; le livre est tout de même saisi pour son contenu érotique[réf. incomplète],.

## Usage contemporain et littéraire
Dans son sens figuré, le mot se voit de plus en plus employé après la Seconde Guerre mondiale et apparaît dans des œuvres de nombreux écrivains comme Louis-Ferdinand Céline, Louis Aragon, Raymond Queneau et même Jean-Paul Sartre

### Le personnage du con
« On est toujours le con de quelqu'un », selon le titre d'une chanson de Pierre Perret.
Le personnage du con, celui que l'on moque et dont on veut se différencier, est régulièrement présent dans la littérature, la chanson ou la culture populaires françaises.
On se souvient du méprisant « J'aime voir de mon balcon passer les cons » (Le Pornographe du phonographe), du descriptif « Quand on est con, on est con » (refrain du Temps ne fait rien à l'affaire) ou du répétitif « Avec mon bouquet de fleur/mon revolver/etc. j'avais l'air d'un con, ma mère » (Marinette) de Georges Brassens.
Jacques Brel, dans La Chanson de Jacky (1966), aspirait à « Être une heure, rien qu'une heure durant / Beau, beau, beau et con à la fois ».
Le film Le Dîner de cons de Francis Veber, avec Thierry Lhermitte et Jacques Villeret, dépeint le personnage du con, dans le sens idiot, celui que l'on invite pour s'en gausser.
L'expression « roi des cons » amplifie le sens du mot, elle est mise en musique par Georges Brassens dans Le Roi ; Renaud au contraire prétend qu'en cas d'abdication du roi des cons, « Il y aurait cinquante millions de prétendants » (c'est-à-dire tous les Français) dans Hexagone.
Une tradition estudiantine de l'École normale supérieure est de désigner le cuisinier ou l'intendant responsable d'une nourriture particulièrement exécrable de « Quel khon ». Il s'agit d'une cérémonie organisée au réfectoire par le cacique général (1er reçu au concours d'entrée de lettres classiques)[réf. nécessaire] :

« Marjaurie, qui avait la voix ronde et chaude, énonça d'abord, amplement :

— Messieurs, un Quel Khon au Pot !

Puis :

— Un, deux, trois.
Alors, les deux syllabes rituelles, proférées par les cent cinquante jeunes hommes, chacune des deux avec la même force, et sur un rythme aussi lent qu'un pas de parade, « Quel... Khon ! » formèrent deux hurlements successifs ou plutôt deux énormes coups de gong, que continua un fracas de grosses assiettes de bistrot jetées à toute volée contre le sol ; bruit si nourri et si prolongé que même ceux qui avaient crié le plus fort se demandaient avec un rien d'anxiété combien durerait le délire de leur propre multitude. »

— Jules Romains, Les Hommes de bonne volonté, livre 3, chapitre 3
Le con est aussi le ressortissant d'un pays étranger que l'on raille dans les blagues à caractère raciste ou xénophobe : en France, les blagues belges visent les voisins wallons, en Amérique latine, les Galiciens (les Espagnols par synecdoque) sont vus comme des cons (pendejos).

### Jeux sur la polysémie
Certains ont utilisé à des fins poétiques la polysémie du mot, comme Georges Brassens dans Le Blason. Il déclare déplorer la bassesse avec laquelle ses contemporains désignent « cet incomparable instrument de bonheur » :
Mais le pire de tous est un petit vocable

De trois lettres pas plus, familier, coutumier

[…]

Honte à celui-là qui, par dépit, par gageure,

Dota du même terme en son fiel venimeux

Ce grand ami de l'homme et la cinglante injure

Celui-là, c'est probable, en était un fameux.

[…]

La male peste soit de cette homonymie !

C'est injuste, Madame, et c'est désobligeant

Que ce morceau de roi de votre anatomie

Porte le même nom qu'une foule de gens.
Pierre Perret n'est pas en reste avec Celui d'Alice (1974) :
Si je me réfère

À mon dictionnaire

Il est temps de faire

La définition

De ce mot espiègle

Qui échappe à la règle

Plus noble qu'un aigle

Dans sa condition

Ce mot vous le dites

Censeurs hypocrites

Établissez vite

Son vrai sens profond

Car si on l'ausculte

Au lieu d'une insulte

On peut faire un culte

Du joli mot con

### Jeux sur la composition
La syllabe « con » étant à la fois un mot et le début de nombreux autres, les paroliers en jouent souvent. La chanson paillarde Là-haut sur la montagne annonce par exemple à un couplet que le curé va voir « un con », le couplet suivant complétant « un condamné à mort ».
La chanson Poupine et Thierry des Wriggles contient quant à elle huit mots coupés à la syllabe « con » désignant le chasseur, en particulier
« Thierry le chasseur est comme tous les chasseurs, il est con…
…tent d'aller chasser »
Le journal satirique Le Canard enchaîné atténue la violence du mot en simulant une coquille typographique. Il intitule « Le mur du çon » (allusion au mur du son) une rubrique signalant les citations les plus ridicules proférées par les personnalités publiques. Dans le même esprit, le chanteur Boby Lapointe dans sa chanson Ta Katie t'a quitté s'exclame, au sujet d'un réveille-matin sonnant intempestivement : « Pour une sonnerie, c'est une belle sonnerie ! ».

### Usage dans la chanson
Dans la chanson française, le mot s'est largement banalisé. Serge Gainsbourg l'utilise fréquemment, jusque dans le titre Requiem pour un con. Le chanteur beaucoup moins provocateur Étienne Daho l'utilise dans Encore cette chanson.
La chanson la plus célèbre pour le soin avec lequel elle décrit les cons est Le temps ne fait rien à l'affaire de Georges Brassens. Elle est reprise dans le film Le Dîner de cons.

### Dans les films
Deux films restent particulièrement célèbres pour leur usage de l'insulte : Les Tontons flingueurs et Le Dîner de cons. De par la popularité de ces films, les citations les plus marquantes sont devenues des moyens de traiter une personne de con sans même utiliser le mot. Dans Les Tontons flingueurs « Les cons ça ose tout, c'est même à ça qu'on les reconnaît » ; dans Le Dîner de cons, c'est la phrase « Il a une belle tête de vainqueur ».

### Usage politique et militaire
L'exemple le plus célèbre d'utilisation du mot par un homme politique, même s'il peut s'agir d'une citation apocryphe, est celui d'Édouard Daladier après les accords de Munich, qui voyant la foule l'applaudir, dit entre ses dents « Les cons »,, ou « Quels cons ! »
« Mort aux cons ! » est un slogan du jargon militaire français utilisé pour stigmatiser l'ennemi. En 1944, le capitaine Raymond Dronne des Forces françaises libres (9e compagnie de combat du régiment de marche du Tchad puis 2e division blindée) baptise sa jeep « Mort aux cons ! », expression à laquelle Charles de Gaulle aurait répondu « Vaste programme, Messieurs. Vaste programme. »
Il existe de nombreuses variantes de l'anecdote. Toutes s'accordent sur la réplique de de Gaulle, mais les circonstances varient très largement.
Aujourd'hui, le slogan est fréquemment utilisé par les milieux d'extrême gauche ou alternatifs pour désigner l'ennemi à abattre. Par exemple, un collectif de graffiteurs se fait appeler MAC, acronyme de « Mort aux cons ». En 1980, le chanteur Renaud chante la vie d'un personnage anarchiste dans ces termes : « N'empêche que Mort aux cons dans la cage d'escalier, c'est moi qui l'ai marqué, c'est vous dire si j'ai raison ! » (la chanson Dans mon HLM sur l'album Marche à l'ombre). À cette époque, le « con » du gauchiste était celui qui rentrait dans le cadre du système : « Élections, piège à cons ». L'ennemi peut être de l'autre côté de l'échiquier : le directeur de publication du site internet des Jeunesses identitaires est passé en jugement pour diffamation dont certains termes étaient « Vieux con de gauche, ça se soigne, docteur[réf. incomplète] ? ».
Un autre anecdote célèbre, peu vérifiable, lie le mot au général de Gaulle : selon cette légende, de Gaulle a salué le général Jacques Massu en lui lançant « Alors, Massu, toujours con ? », et Massu a répondu « Oui, mon général, et toujours gaulliste ».
En 1979, à la suite d'un article de Michel Droit dans Le Figaro dénonçant la version reggae de La Marseillaise composée par Serge Gainsbourg (Aux armes et cætera), celui-ci fit circuler un bon mot qui passa à la postérité : « On n'a pas le con d'être aussi Droit ».
Aujourd'hui le mot peut être employé par un homme politique sans que cela fasse scandale — pourvu qu'il ne soit pas utilisé de manière insultante : l'ancien Premier ministre français, Dominique de Villepin déclara en mars 2006 « Ils vont s'apercevoir que je suis assez con pour aller jusqu'au bout. » au sujet de la crise du contrat première embauche. La vulgarité ne choqua pas vraiment, simplement le rabaissement volontaire qu'il s'infligeait valut à la phrase de figurer dans différents recueils de « perles » d'hommes politiques.
Par contre, en février 2008, le président Nicolas Sarkozy a choqué, lors du Salon de l'agriculture, en employant ce même mot en public. Alors qu'il tendait la main à un visiteur du Salon, celui-ci refusa en disant : « Ah non, touche-moi pas, tu me salis », et le président répliqua vivement : « Casse-toi alors pauvre con ». La scène qui a été filmée à son insu fit l'objet d'un phénomène internet.
En 2013, quand les médias découvrent le « Mur des cons » du syndicat de la magistrature, le ministre Alain Vidalies note que ce cas révèle une banalisation de l'usage du mot « con ».

### Usages régionaux et expressions
Dans le Sud de la France, en particulier à Toulouse où il se prononce cõ ͊ŋ, con ou son dérivé bouducon est utilisé de manière impersonnelle comme interjection. Il est utilisé fréquemment dans le registre familier en début ou fin de phrase, à l'instar de putain ou putain con. On résume souvent : « Putain, con, c'est la ponctuation. » Il existe d'ailleurs cette drôlerie racontée à Toulouse : « Qu'est-ce qui commence par un F et termine avec un N et tombe à l'automne ? » - « Des feuilles, con ! »
En Provence, l'interjonction « Oh ! Con ! » est utilisée de manière non injurieuse entre amis ou collègues. Certaines expressions composées avec con, comme les plus connues Le con de ta/sa mère !, Le con de ta/sa race ! et Le con de Manon (ou Le con de Madon, pour exprimer de l'agacement, de l'irritation), peuvent s'y employer de manière exclamative, en l'absence de personne à injurier. (Bien sûr certaines d'entre elles conservent un emploi injurieux, comme les deux premières précédemment citées [réf. nécessaire]). On remarquera le parallélisme avec les expressions du genre enculé de ta race ou de ta mère dans lequel la race ou la mère sont des compléments sans signification réelle, uniquement destinés à renforcer l'expression.
Dans son sens figuré, le vocable a perdu une grande partie de sa force, dans le registre familier du moins. Aussi un grand nombre d'expressions le renforcent-elles par le biais d'une comparaison avec un objet, un animal ou une situation symbolisant la bêtise : con comme un balai, con comme la lune, con comme ses pieds, con comme un comptoir sans verre, con comme un bol, con comme un jeune chien, con comme un piston, con comme une valise sans poignée (expression chère à Jacques Chirac). À cette fin, il est souvent affublé d'un adjectif : gros con, sale con, petit con, pauvre con ou vieux con.

### Contrepèteries
L'art de la contrepèterie est un des rares domaines à employer encore le mot dans son sens premier, ou ses dérivés. Les plus connus sont les contrepets suivants :
- « À Beaumont-le-Vicomte », François Rabelais[40] ;
- « Une belle thèse avec des bons côtés », Luc Étienne[40] ;
- « Ce bond est digne d'un comanche », Ahmédée et Lharidelle[40] ;
- « L'art de décaler les sons », définition autoréférente de la contrepèterie et titre d'un ouvrage sur le sujet[41].

## Dans la culture
Films
- Comment réussir quand on est con et pleurnichard (1974), film de Michel Audiard
- Le Piège à cons
- Le Roi des cons (1981), film de Claude Confortès
- P'tit Con (1984), film de Gérard Lauzier
- Le Courage d'un con (1995), film de Tommy Boy
- Mémoires d'un jeune con (1996) film de Patrick Aurignac
- Le Dîner de cons (1998), film de Francis Veber
- Adieu les cons (2020), film d´Albert Dupontel

Livres
- Psychologie de la connerie, 2018, Jean-François Marmion  (ISBN 9782253820437)
- Qu'est-ce qu'un con ?, Éléments du savoir-penser et agir, 2008, Denis Faïck
- Le Con d'Irène (1928), roman érotique de Louis Aragon
- Et le singe devint con : l'aurore de l'humanité (1972), de François Cavanna
- Les Cons (1973), roman policier de San-Antonio
- Mémoires d'un vieux con (1975), parodie de mémoires prétentieux de Roland Topor
- J'suis pas plus con qu'un autre (1976), texte écrit directement en français par Henry Miller.
- Les Deux Cons (1993), bande dessinée de Kafka
- Le Vrai Con maltais (2002), tome de la bande dessinée Le Poulpe, parodie du titre Le Faucon maltais
- Éloge de la connerie (2004), essai de Gouro Marco
- Au plaisir de Dieu (1974), Jean d'Ormesson. (p. 297, à propos de « mort aux cons » et de la réponse du général de Gaulle.)
- Éloge du con (2001), Gérard Zwang
- Le Connard - Enjeux et perspectives, Éric La Blanche, Michel Lafon, 2022.

Musique
- Requiem pour un Con chanson de Serge Gainsbourg dans le film Le Pacha (1968) de Georges Lautner
- Le Trou du con (1995), morceau du groupe de fusion metal Lofofora
- P'tite conne, chanson de Renaud dédiée à la fille de Bulle Ogier, Pascale, morte d'une overdose
- Le Roi, chanson de Georges Brassens sur le roi des cons
- Le Blason, ode au corps féminin de Georges Brassens, s'étend sur le vocable de trois lettres
- Le temps ne fait rien à l'affaire, chanson de Georges Brassens sur le thème « Quand on est con, on est con »
- Celui d'Alice, chanson de Pierre Perret hommage au sens ancien du mot
- Les Ils Et Les Ons, chanson du groupe Téléphone (« Car jeune con ou vieux con, toujours égal à toi-même »)
- Petite conne du chanteur Romeo Praly
- La joie des cons et Un con de progrès du groupe Les Malpolis
- Hé ben t'es con, chanson de Didier Super
- Jeune et con, chanson de Damien Saez
- Conne, chanson de Brigitte Fontaine